# Comté de Spencer (Kentucky)
Pour les articles homonymes, voir Comté de Spencer.
Le comté de Spencer est un comté situé dans l'État du Kentucky aux États-Unis. Son siège est Taylorsville. Lors du recensement de 2010, sa population était de 17 061 habitants.